# Ježuga
Ježuga (rusky Ежуга) je řeka v Archangelské oblasti v Rusku. Je 165 km dlouhá. Povodí má rozlohu 2850 km².

## Průběh toku
Na horním toku teče kopcovitou krajinou. Na dolním toku pokračuje bažinatou rovinou. Koryto je značně členité. Ústí do řeky Piněgy (povodí Severní Dviny).

## Vodní stav
Převládajícím zdrojem vody jsou sněhové srážky. Průměrný roční průtok vody činí přibližně 13,5 m³/s.